# ديدغوري-1
ديدغوري-1 (بالجورجية:დიდგორი 1) هي ناقلة جنود مدرعة صناعة جورجية. تم تصميمها من قبل شركة إس تي سي دلتا التابعة لمركز البحوث التابع لوزارة الدفاع في جورجيا، وتصنيع من قبل مصنع تبليسي للطائرات. وهي من عائلة ديدغوري المخصصة كناقلة جنود مدرعة. أُنتجت في عام 2011، وتستخدم من قبل القوات المسلحة السعودية، والقوات البرية الجورجية. يبلغ سعر الناقلة الواحدة 240.000 دولار أمريكي.

الدول المستخدمة لديدغوري-1 باللون الأزرق

## المستخدمون
- جورجيا: 50+ ديدغوري-1 تخدم حاليا في القوات البرية الجورجية، وعدد غير معروف تحت الطلب.
- السعودية: طلبت وزارة الدفاع أكثر من 100 ديدغوري-1.[3]